# بنجامين ديفيز
بنجامين ديفيز (بالإنجليزية: Benjamin Davies)‏ (و. 1980 – م) هو ممثل، من المملكة المتحدة، ولد في إدنبرة.

## التعليم
تعلم في مركز لندن للفنون الدرامية ‏.

## جوائز
حصل على جوائز منها:
- جائزة لورنس أوليفيه.

## وصلات خارجية
- بنجامين ديفيز على موقع IMDb (الإنجليزية)
- بنجامين ديفيز على موقع قاعدة بيانات الفيلم (الإنجليزية)